# Makedonija (Zeitung)
Makedonija (bulgarisch Македония, dt. Makedonien) war eine bulgarische Zeitung die zwischen 1866 und 1872, während der bulgarischen Aufklärung, in der osmanischen Hauptstadt Konstantinopel von Petko Slawejkow herausgegeben wurde. Mitarbeiter der Zeitung waren unter anderem Gawril Krastewitsch, Marin Drinow, Todor Ikonomow, Kuzman Schapkarew, Krastjo Pischurka und weitere.
Die Zeitung war eines der Organe der starken bulgarischen Exilgemeinde in Konstantinopel zu dieser Zeit und nahm eine zentrale Rolle im Kampf der Bulgaren für eine eigenständige bulgarische Kirche (→ Bulgarisches Exarchat) und schulische Ausbildung während der Zeit der bulgarischen Nationalen Wiedergeburt ein.
In der Zeitung wurden Nachrichten, Artikel und Diskussionsbeiträge in der bulgarischen und griechischen Sprache veröffentlicht. Zuerst im Jahre 1866 erschienen, war die Zeitung Makedonija neben den Zeitungen Bulgarski orel (herausgegeben von Iwan Bogorow in Leipzig) und Zarigradski westnik (herausgegeben von Alexander Exarch in Konstantinopel) eine der ersten bulgarischen Zeitungen überhaupt und eine der beliebtesten in dieser Zeit.
Die Zeitung stand hinter den ersten Schritten der bulgarischen Frauenbewegung, die Bildung für Frauen, Gleichberechtigung und die Gründung von Frauenvereinen forderte. In der Zeitung gab es einen Teil für wirtschaftliche Fragen, in der die Modernisierung der Landwirtschaft und Bildung der Landbevölkerung gefordert wurden. Im außenpolitischen Teil wurden die Politiken der Großmächte wiedergegeben.